# Qualificações para o Campeonato Europeu de Futebol de 2024 – Grupo B
O Grupo B das Qualificações para o Campeonato Europeu de Futebol de 2024 foi um dos dez grupos que decidiram os participantes do Campeonato Europeu de Futebol de 2024. As duas melhores seleções se classificaram.

## Classificação
|  | Equipes qualificadas para o Campeonato Europeu de Futebol de 2024 |
|  | Equipes classificadas para a repescagem                           |
|  | Equipes eliminadas                                                |

| Pos | Equipe        | Pts | J | V | E | D | GP | GC | SG  | Classificado             |  | FRA | NED | GRE | IRL | GIB  |
| --- | ------------- | --- | - | - | - | - | -- | -- | --- | ------------------------ |  | --- | --- | --- | --- | ---- |
| 1   | França        | 22  | 8 | 7 | 1 | 0 | 29 | 3  | +26 | Eurocopa 2024            |  | —   | 4–0 | 1–0 | 2–0 | 14–0 |
| 2   | Países Baixos | 18  | 8 | 6 | 0 | 2 | 17 | 7  | +10 | Eurocopa 2024            |  | 1–2 | —   | 3–0 | 1–0 | 3–0  |
| 3   | Grécia        | 13  | 8 | 4 | 1 | 3 | 14 | 8  | +6  | Avança para a repescagem |  | 2–2 | 0–1 | —   | 2–1 | 5–0  |
| 4   | Irlanda       | 6   | 8 | 2 | 0 | 6 | 9  | 10 | −1  | Eliminado                |  | 0–1 | 1–2 | 0–2 | —   | 3–0  |
| 5   | Gibraltar     | 0   | 8 | 0 | 0 | 8 | 0  | 41 | −41 | Eliminado                |  | 0–4 | 0–6 | 0–3 | 0–4 | —    |

## Partidas
As partidas foram divulgadas pela UEFA em 10 de outubro de 2022. Para as partidas é utilizado o fuso horário UTC+1 e UTC+2.
| 24 de março de 2023 | França                                        | 4 – 0     | Países Baixos | Stade de France, Saint-Denis                  |
| 20:45               | Griezmann 2' · Upamecano 8' · Mbappé 21', 88' | Relatório |               | Público: 77 328 Árbitro: ITA Maurizio Mariani |

| 24 de março de 2023 | Gibraltar | 0 – 3     | Grécia                                    | Estádio Algarve, Faro/Loulé (Portugal) |
| 20:45               |           | Relatório | Masouras 11' · Siopis 45' · Bakasetas 58' | Público: 390 Árbitro: NOR Rohit Saggi  |

| 27 de março de 2023 | Países Baixos            | 3 – 0     | Gibraltar | Estádio De Kuip, Roterdão                 |
| 20:45               | Depay 23' · Aké 50', 82' | Relatório |           | Público: 36 327 Árbitro: DEN Morten Krogh |

| 27 de março de 2023 | Irlanda | 0 – 1     | França     | Aviva Stadium, Dublin                          |
| 20:45 (19:45 UTC+1) |         | Relatório | Pavard 50' | Público: 50 219 Árbitro: POR Artur Soares Dias |

| 16 de junho de 2023 | Gibraltar | 0 – 3     | França                                              | Estádio Algarve, Faro/Loulé (Portugal)          |
| 20:45               |           | Relatório | Giroud 3' · Mbappé 45+3' (pen) · Mouelhi 78' (g.c.) | Público: 4 065 Árbitro: UKR Yevhenii Aranovskiy |

| 16 de junho de 2023 | Grécia                             | 2 – 1     | Irlanda     | Estádio Agia Sophia, Atenas                 |
| 20:45 (21:45 UTC+3) | Bakasetas 15' (pen) · Masouras 49' | Relatório | Collins 27' | Público: 17 452 Árbitro: AUT Harald Lechner |

| 19 de junho de 2023 | França           | 1 – 0     | Grécia | Stade de France, Saint-Denis                     |
| 20:45               | Mbappé 55' (pen) | Relatório |        | Público: 76 500 Árbitro: ESP Antonio Mateu Lahoz |

| 19 de junho de 2023 | Irlanda                                  | 3 – 0     | Gibraltar | Aviva Stadium, Dublin                               |
| 20:45 (19:45 UTC+1) | Johnston 52' · Ferguson 59' · Idah 90+2' | Relatório |           | Público: 42 156 Árbitro: ROU Marian Alexandru Barbu |

| 7 de setembro de 2023 | França                      | 2 – 0     | Irlanda | Parc des Princes, Paris                   |
| 20:45                 | Tchouaméni 19' · Thuram 48' | Relatório |         | Público: 43 995 Árbitro: SUI Urs Schnyder |

| 7 de setembro de 2023 | Países Baixos                          | 3 – 0     | Grécia | Philips Stadion, Eindhoven                  |
| 20:45                 | de Roon 17' · Gakpo 31' · Weghorst 39' | Relatório |        | Público: 32 079 Árbitro: ENG Michael Oliver |

| 10 de setembro de 2023 | Grécia                                                | 5 – 0     | Gibraltar | Estádio Agia Sophia, Atenas                       |
| 20:45 (21:45 UTC+3)    | Pelkas 9' · Mavropanos 23', 83' · Masouras 70', 90+1' | Relatório |           | Público: 9 774 Árbitro: LTU Manfredas Lukjančukas |

| 10 de setembro de 2023 | Irlanda       | 1 – 2     | Países Baixos                  | Aviva Stadium, Dublin                     |
| 20:45 (19:45 UTC+1)    | Idah 5' (pen) | Relatório | Gakpo 19' (pen) · Weghorst 56' | Público: 49 807 Árbitro: BIH Irfan Peljto |

| 13 de outubro de 2023 | Países Baixos | 1 – 2     | França         | Johan Cruijff Arena, Amsterdã             |
| 20:45                 | Hartman 83'   | Relatório | Mbappé 7', 53' | Público: 51 310 Árbitro: GER Felix Zwayer |

| 13 de outubro de 2023 | Irlanda | 0 – 2     | Grécia                           | Aviva Stadium, Dublin                     |
| 20:45 (19:45 UTC+1)   |         | Relatório | Giakoumakis 20' · Masouras 45+4' | Público: 41 239 Árbitro: SWE Glenn Nyberg |

| 16 de outubro de 2023 | Gibraltar | 0 – 4     | Irlanda                                                 | Estádio Algarve, Faro/Loulé (Portugal)                |
| 20:45                 |           | Relatório | Ferguson 8' · Johnston 28' · Doherty 60' · Robinson 80' | Público: 4 000 Árbitro: AUT Christian-Petru Ciochirca |

| 16 de outubro de 2023 | Grécia | 0 – 1     | Países Baixos        | Estádio Agia Sophia, Atenas                                |
| 20:45 (21:45 UTC+3)   |        | Relatório | van Dijk 90+3' (pen) | Público: 24 967 Árbitro: ESP Alejandro Hernández Hernández |

| 18 de novembro de 2023 | França | 14 – 0    | Gibraltar | Allianz Riviera, Nice                    |
| 20:45                  | Santos 3' (g.c.) · Thuram 4' · Zaïre-Emery 16' · Mbappé 30' (pen), 74', 82' · Clauss 34' · Coman 36', 65' · Fofana 37' · Rabiot 63' · Dembélé 73' · Giroud 89', 90+1' | Relatório |           | Público: 32 758 Árbitro: ENG John Brooks |

| 18 de novembro de 2023 | Países Baixos | 1 – 0     | Irlanda | Johan Cruijff Arena, Amesterdã              |
| 20:45                  | Weghorst 12'  | Relatório |         | Público: 51 811 Árbitro: ITA Marco Di Bello |

| 21 de novembro de 2023 | Gibraltar | 0 – 6     | Países Baixos                                                    | Estádio Algarve, Faro/Loulé (Portugal)     |
| 20:45                  |           | Relatório | Stengs 10', 50', 62' · Wieffer 23' · Koopmeiners 38' · Gakpo 81' | Público: 2 280 Árbitro: TUR Arda Kardeşler |

| 21 de novembro de 2023 | Grécia                        | 2 – 2     | França                      | Estádio Agia Sophia, Atenas                 |
| 20:45 (21:45 UTC+2)    | Bakasetas 56' · Ioannidis 61' | Relatório | Kolo Muani 42' · Fofana 74' | Público: 24 820 Árbitro: GER Daniel Siebert |